# 1909 na literatura

## Eventos
- Manuel Teixeira Gomes publica Gente Singular.
- Albino Forjaz de Sampaio publica Crónicas Imorais.
- H. G. Wells publica Ann Veronica e Tono-Bungay.
- Novembro - Primeira edição, em língua inglesa (Estados Unidos), da obra Conceito Rosacruz do Cosmos por Max Heindel.

## Nascimentos
| Data         | Nome                 | Profissão             | Nacionalidade  | Observações | Ref |
| ------------ | -------------------- | --------------------- | -------------- | ----------- | --- |
| 28 de março  | Nelson Algren        | romancista            | Estados Unidos | m. 1981     |     |
| 18 de agosto | Adolfo Simões Müller | escritor e jornalista | Portugal       | m. 1989     |     |

## Mortes
| Data          | Nome              | Profissão             | Nacionalidade | Observações | Ref |
| ------------- | ----------------- | --------------------- | ------------- | ----------- | --- |
| 15 de agosto  | Euclides da Cunha | jornalista e escritor | Brasil        | n. 1866     |     |
| 9 de setembro | Guimarães Passos  | poeta                 | Brasil        | n. 1867     |     |

## Prémios literários
- Nobel de Literatura - Selma Lagerlöf.[1]